# Forn tabun

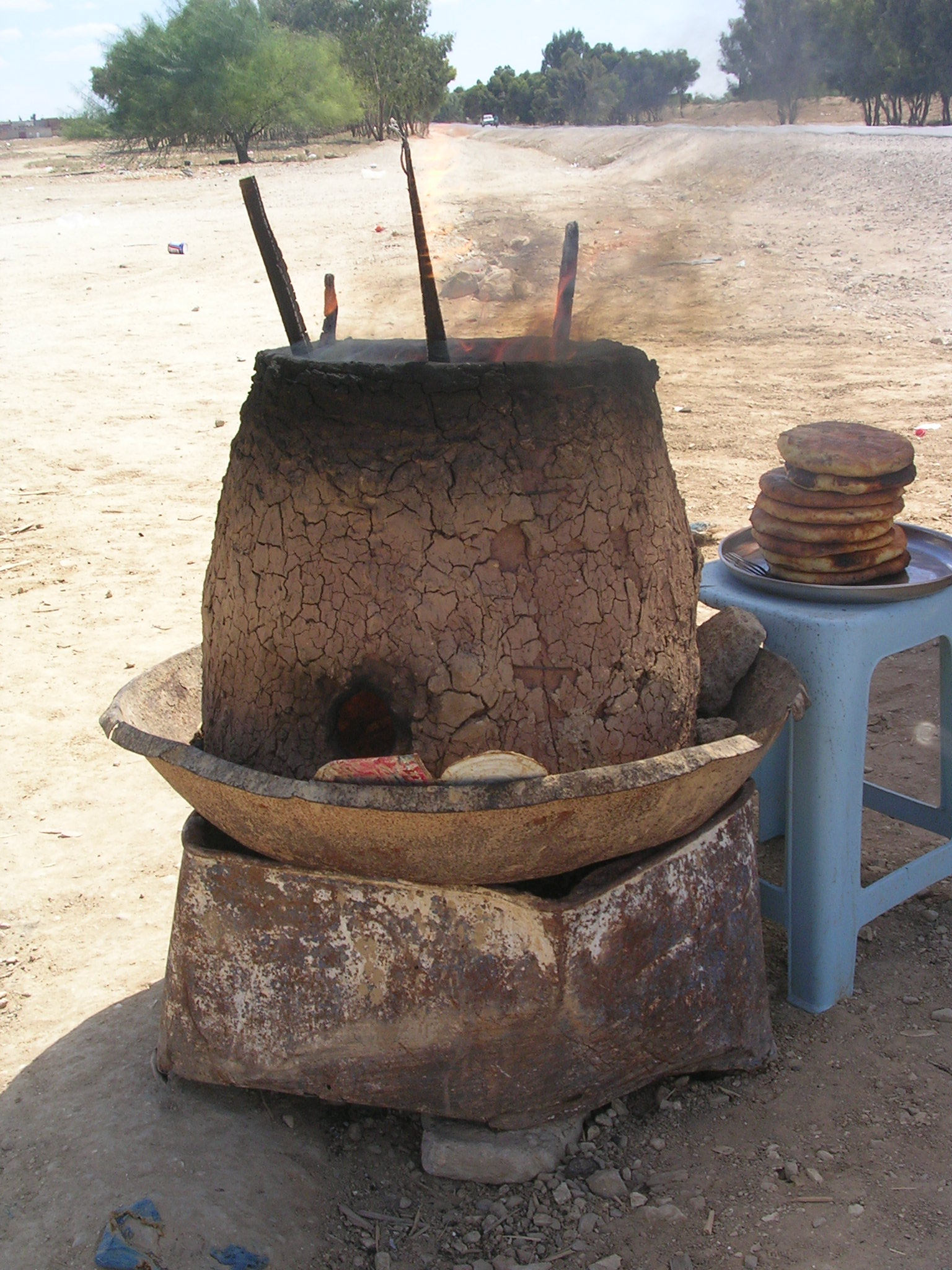
Forn Tabouna a Kairuan

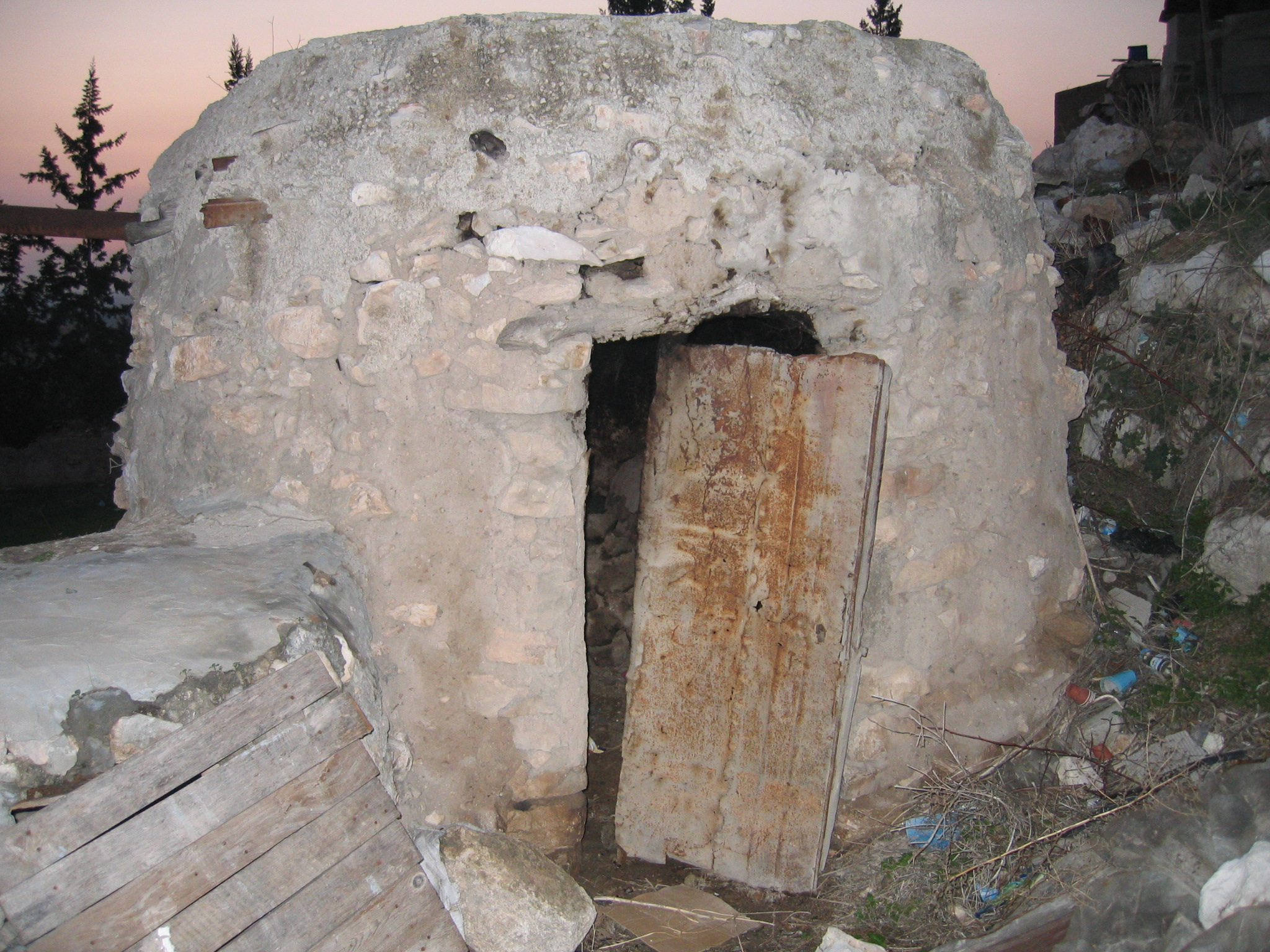
Forn Tabun

Un forn tabun  o forn jueu (en anglès transliterat taboon, de l'Àrab: طابون), és un forn d'argila, amb forma de con truncat,com una campana, amb una obertura al fons que permet encendre i alimentar el foc. Construït i utilitzat en temps bíblics com a forn familiar, forn del barri o forn de tot un poblet, el forns tabun continuen sent construïts i utilitzats en alguns llocs de l'Orient Mitjà en l'actualitat. Alguns forns tabun es fabriquen de metall, tan avui dia, com en èpoques passades.

## Descripció i construcció

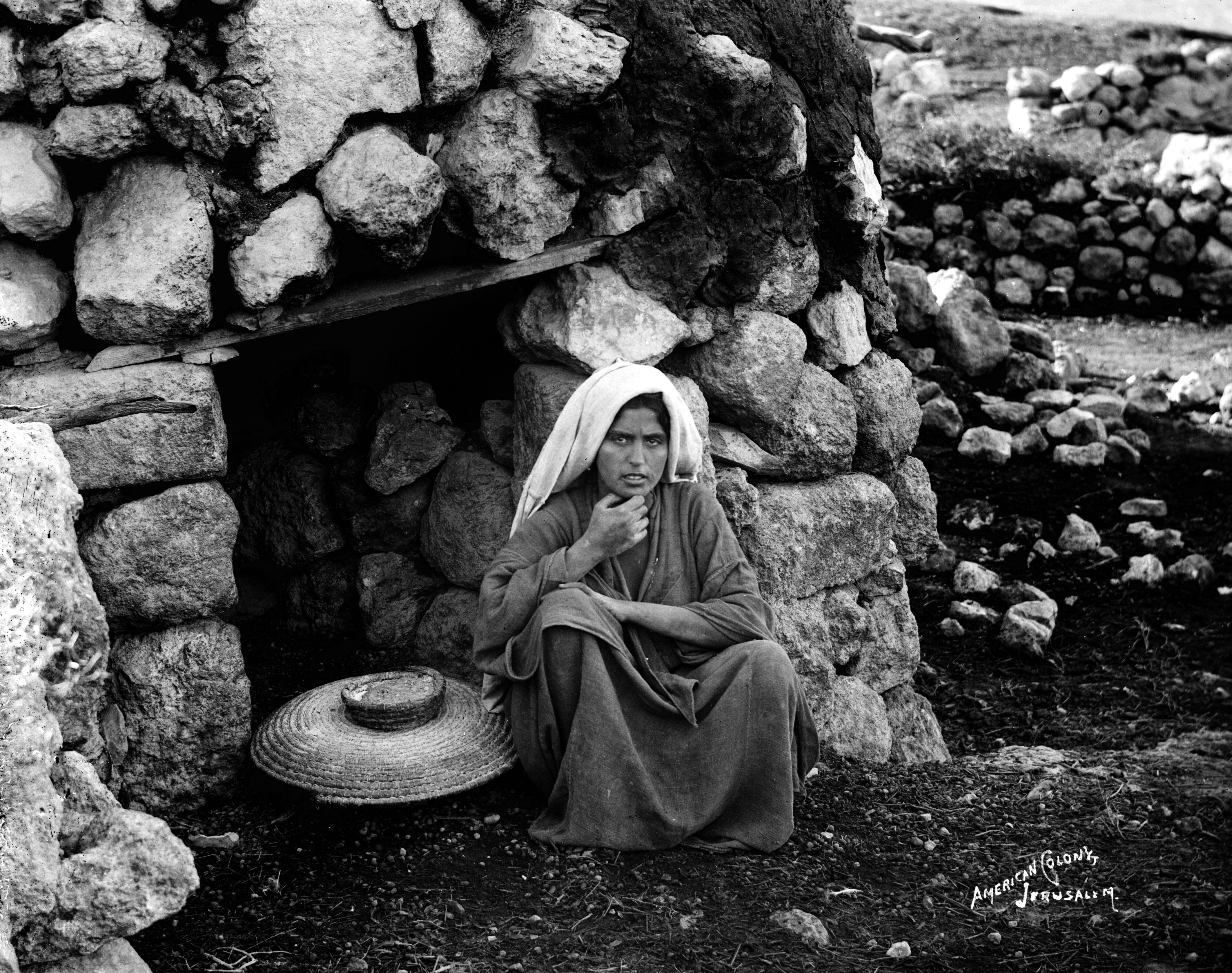
Forn de poble, taboon, a Palestina. Foto feta 1898-1914 a la Colònia americana de Jerusalem.

### Campana
Està feta de terrissa de ceràmica groga. El millor material és l'Aaroub o Al Aaroub. S'agafa terra i es mulla formant una argila gruixuda i es barreja amb palla de fenc picat o de blat. Llavors s'emmotllura a mà donant-li forma de cúpula (o de campana), d'alçada de 30 a 50 cm, uns 70 o 95 cm de diàmetre a la seva base, i un forat d'uns 30cm de diàmetre a la part superior. La paret té un gruix de 2 a 5 cm.

### Base
Sol tenir d'entre 12 i 15 cm de diàmetre i de 30 a 50 cm de profunditat. Normalment s'omple de materials compactes localment abundants dels que se sap que emmagatzemen be l'escalfor: vidre trencat, sorra, sal de roca, pedres de Suwan (pedres volcàniques compactes molt dures).

### Tapa
Està feta d'argila o d'una peça de xapa prou gran per cobrir l'obertura superior.

### Procés
En una zona protegida, generalment una barraca d'argila o una cova, es cavava la base sobre terra plena i compacta. S'hi col·locava al damunt la campana, amb la part més ample cap a baix, llavors s'estenia una capa de còdols llisos de pedra calcària d'uns 3 cm de diàmetre per tota la part superior de la base delimitada dins de la campana fins a formar una superfície de cocció neta i es feia coure durant unes quantes setmanes.

## Ús

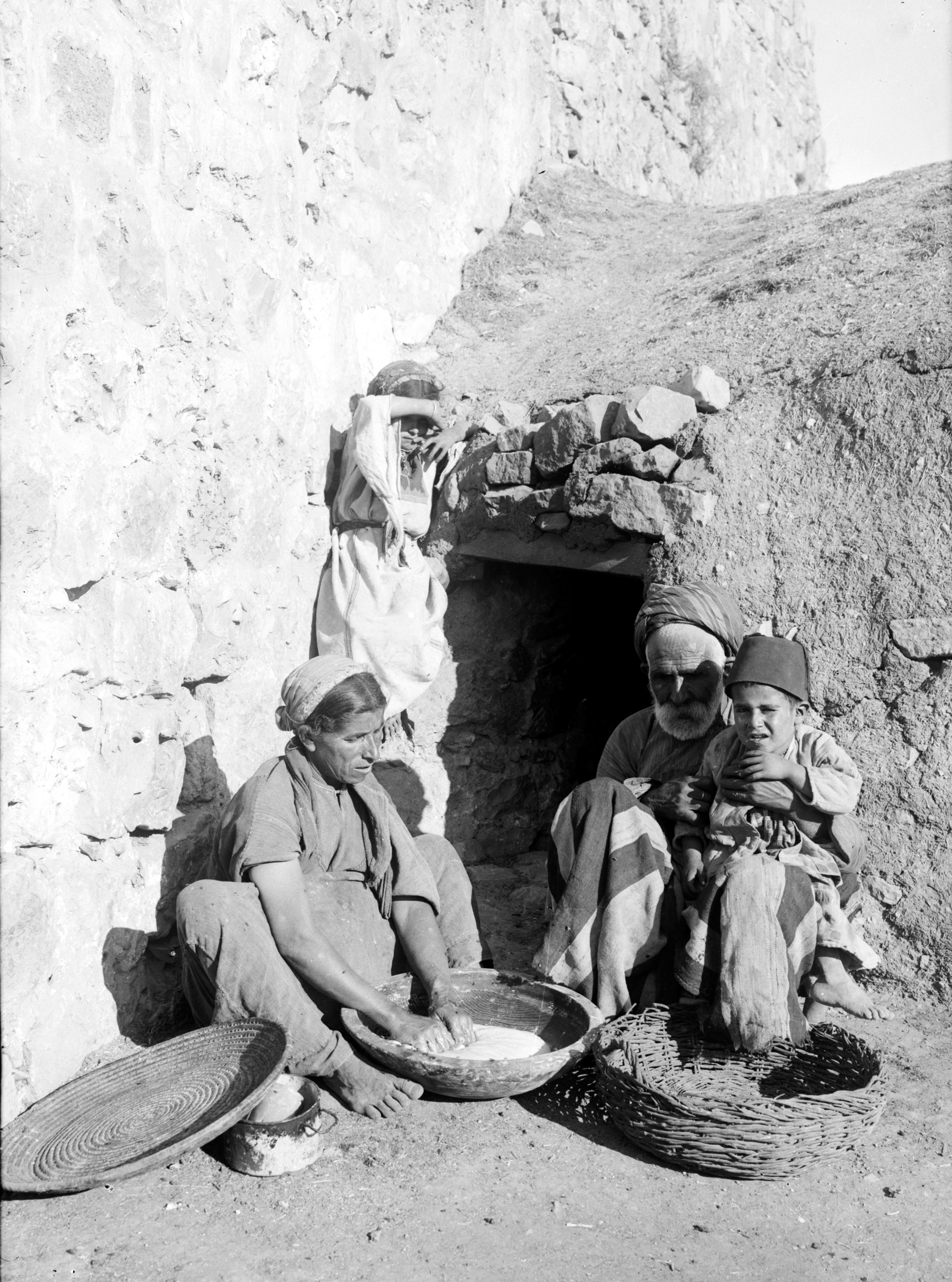
Dona fent pa davant d'un forn

El forn tabun ha estat emprat històricament per a la cocció de peces de pa planes (semblants o de la varietat laffa). Durant segles ha estat la forma més popular de forn en les comunitats de les ètnies àrabs i jueves de l'Orient Mitjà.

### Combustible
Per escalfar un Tabun es poden utilitzar molts tipus de combustible fins i tot una combinació de combustibles. Els excrements d'animals secs, els excrements d'aus secs, les branques d'arbres secs o els ornaments d'arbres secs, xips de fusta, carbó vegetal, fulles seques d'arbre, teixits i altres materials en són combustibles potencials.

### Ignició i funcionament
Amb el forn tapat per l'obertura superior, es disposa el combustible al voltant del forn per la part exterior. El combustible cobreix també la tapadora del forn. S'encén el foc i es deixa que comenci la combustió. Un cop el foc ha agafat força, es cobreixen les brases amb una capa de cendra, i així romandrà encès durant hores, normalment tota la nit. El fum també ajuda a repel·lir els insectes i els mosquits. En el procés, la calor s'emmagatzema a la base. La quantitat de combustible varia depenent de la mida del forn.

### Cocció
Quan para de fer fum, es treu la tapa i els trossos de brases s'aplanen i col·loquen directament sobre les pedres de calç. En la majoria dels forns, es poden coure de 4 a 5 pans alhora. Després, es segella l'obertura i s'inicia el foc utilitzant les brases i les cendres. Quan el pa estigui llest, s'obre la tapa i es treu el pa. El procés es pot repetir, o es poden fer servir altres plats mitjançant safates de metall o de ceràmica. El fons del pa es farà amb la forma dels còdols o altres materials utilitzats per construir el terra del forn. Aquest procés de cocció és únic i econòmic i produeix aliments aromàtics i saborosos.

## Forns jueus a Catalunya
En inventaris catalans de persones particulars hi ha algunes referències a forns portàtils anomenats "forns jueus". No hi ha cap descripció oficial d'aquesta mena de forns.
- A partir de l'anàlisi d'un forn tabun (amb el combustible exterior, una inèrcia tèrmica molt gran i un aïllament molt notable), molt adequat per a complir amb els preceptes del Sabath (podia cremar tota la nit, cuinant els àpats de l'endemà i mantenint-los calents), potser aquests fons jueus portàtils no eren més que reproduccions reduïdes dels forns tabun. Dit d'una altra manera, un forn jueu disposaria d'un forn de cocció envoltat completament per una caixa. El combustible es disposaria en la cambra de separació entre el forn i la caixa exterior. Un cop el foc encès i amb una entrada d'aire reduïda (com moltes estufes de llenya), la combustió duraria moltes hores (i la calor dins del forn algunes hores més).